# هیئت منصفه (فیلم ۱۹۹۶)
هیئت منصفه (به انگلیسی: The Juror) فیلمی محصول سال ۱۹۹۶ و به کارگردانی برایان گیبسون است. در این فیلم بازیگرانی همچون دمی مور، الک بالدوین، جیمز گاندولفینی، لیندسی کروس، جوزف گوردون لویت، آن هیش، تونی لو بیانکو، مایکل ریسپولی، متیو کوولز، مت کریون، مایکل کنستانتین، پلی آدامز، فرانسیس فاستر و چاک زیتو ایفای نقش کرده‌اند.
آنی لرد یک مجسمه‌ساز در شهر نیویورک است که با پسرش الیور زندگی می‌کند و به‌عنوان کارمند ورود اطلاعات روزانه کار می‌کند. آنی در محاکمه رئیس جرم و جنایت، لویی بوفانو، که متهم به دستور قتل سالواتوره ریجیو، خبرچین فدرال، همسرش و پسر جوانش تامی است، به عنوان هیئت منصفه انتخاب می شود. یک توریست ثروتمند، مارک کوردل، تعدادی از آثار هنری آنی را می خرد و سپس با او شراب می‌نوشد و ناهار می‌خورد، قبل از اینکه او متوجه شود که او به عنوان "رئیس"، مجری بوفانو و مرد مسئول قتل‌های ریجو شناخته می‌شود. مارک به آنی می گوید که هیئت منصفه را متقاعد کند که بوفانو را تبرئه کند، در غیر این صورت او و الیور خواهند مرد. سپس ادی ماشین مارک را به همراه یک قربانی بر فراز صخره ای فرستاد، و آنی را بیشتر ترساند و هیئت منصفه را متقاعد کرد تا بوفانو را با نیروی محض شخصیت و متقاعدسازی تبرئه کند. پس از محاکمه، بوفانو این سوال را مطرح می کند که آیا آنی باید "ناپدید شود". مارک، بوفانو را متقاعد به صرف نظر کردن از این کار می‌کند، زیرا نسبت به او وسواس پیدا کرده است. مارک پس از داشتن رابطه جنسی با دوست صمیمی آنی، جولیت، خود را به عنوان دنباله دار آنی نشان می‌دهد. او اسلحه‌ای را بیرون می‌آورد و جولیت را مجبور می‌کند که یک اوردوز مرگبار مصرف کند. مارک به قتل ادی می‌بالد که این سبب ناراحتی آنی می‌گردد و به طور فزاینده‌ای از رفتارهای مارک ناراحت می‌شود.
برای اطمینان از امنیت پسرش، آنی برای او بلیتی می‌خرد که به توئی کوچ، روستایی در گواتمالا برود، جایی که او قبلاً با جامعه محلی آثار هنری را مطالعه کرده بود. دادستان پرونده بوفانو، که متوجه شد آنی تهدید شده است، از آنی می‌خواهد که شاهد ایالت باشد تا بتوانند به دنبال مارک بروند، زیرا به او مشکوک هستند که قصد قتل رئیسش را دارد. آنی دادستان را متقاعد می کند که قبل از تماس با مارک، به او اجازه دهد شنود بپوشد. سپس آنی مخفیانه شنود را به ادی نشان می‌دهد و القا می‌کند که او و مارک اکنون یک زوج هستند و او نمی خواهد مارک دستگیر شود. با کمک ادی، مارک را فریب می‌دهند تا خود را در یک فخرفروشی درباره آنی که نوار ضبط می‌کند و به بوفانو می دهد، متهم کند. سپس رئیس به مارک دستور می دهد تا به جلسه ای برود که در آنجا او را کتک می‌بزنند.
نقشه بوفانو زمانی نتیجه معکوس می‌دهد که مارک، از فرصت استفاده کرده، بوفانو را با یک ماشین بمب‌گذاری شده می‌کشد و پسرش جوزف را قبل از بریدن گلوی ادی با اسلحه نقش زمین می‌کند. مارک، خشمگین از خیانت آنی، با او تماس می گیرد و قصد خود را برای سفر به گواتمالا برای کشتن الیور فاش می کند. آنی به گواتمالا سفر می‌کند، جایی که یک مسابقه با مارک وجود دارد. او الیور را به داخل سازه ای تعقیب می کند، جایی که مردم محلی می توانند در کمین و از کار انداختن مارک اقدام کنند. آنی اسلحه‌اش را در دست می‌گیرد و وقتی مارک سعی می‌کند اسلحه‌ای را از قوزک پا بیرون بیاورد، او را می‌کشد. الیور آسیبی ندیده است و او و مادرش به خانه باز می گردند.